# محمود سعید سالم
محمود سعید سالم (عربی: محمود سعيد سالم؛ زادهٔ ۱۹۴۷) بازیکن فوتبال بود.
وی به‌همراه تیم ملی فوتبال سودان در بازی‌های المپیک تابستانی ۱۹۷۲ شرکت کرده‌است.